# 영웅사관
영웅사관(英雄史觀, the Great Man theory)은 역사가 몇 명의 위대한 영웅들의 행적에 의해 크게 설명될 수 있다고 생각하는 사관이다. 19세기에 크게 유행했다. 영웅이라 함은 개인적 카리스마, 지성, 지혜, 정치력 등의 능력을 통해 권력을 관철하거나 하여 중대한 역사적 영향을 미친 인간을 말한다. 영웅사관은 1840년 스코틀랜드의 토머스 칼라일에 의해 널리 퍼졌다.
1860년 허버트 스펜서가 영웅사관을 반박하는 논리를 공식화했다. 스펜서는 영웅은 그들이 속한 사회의 산물이며, 그들의 행동은 그들 이전에 만들어진 사회적 환경 없이는 불가능하다고 주장했으며, 이는 20세기에 널리 받아들여져 오늘날까지 적지 않은 영향력을 발휘하고 있다.

## 옹호하는 인물
- 토머스 칼라일
- 윌리엄 제임스
- 쇠렌 키르케고르
- 오스발트 슈펭글러
- 막스 베버

## 같이 보기
- 민중사학